# Cotoneaster acuminatus
Cotoneaster acuminatus är en rosväxtart som beskrevs av John Lindley. Cotoneaster acuminatus ingår i släktet oxbär, och familjen rosväxter. Inga underarter finns listade i Catalogue of Life.